# Microsoft Dynamics

Logo Microsoft Dynamics

Microsoft Dynamics 365 – grupa produktów informatycznych Microsoft do zarządzania relacjami z klientami (CRM) oraz planowania zasobów przedsiębiorstwa (ERP), pracujących w środowisku Microsoft Windows.
W latach 2000–2002 Microsoft postanowił wejść w branżę systemów ERP i rozpoczął cykl przejęć producentów oprogramowania.

## Produkty
W skład produktów linii Microsoft Dynamics wchodzą:
- Microsoft Dynamics ERP
  - Microsoft Dynamics AX (wcześniej Axapta) – produkt ERP dla dużych i bardzo dużych przedsiębiorstw
  - Microsoft Dynamics GP(inne języki) – pierwotnie stworzony przez przejęte przez Microsoft amerykańskie przedsiębiorstwo Great Plains Software
  - Microsoft Dynamics NAV (wcześniej Navision) – produkt ERP dla małych i średnich przedsiębiorstw, wspomaga zarządzanie finansami, produkcją, dystrybucją, relacjami z klientami, serwisem, wspiera e-commerce, oferujące analizy biznesowe itp.
  - Microsoft Dynamics SL(inne języki) (wcześniej Solomon IV)
  - Microsoft Dynamics C5(inne języki) (wcześniej Concorde C5)
- Microsoft Dynamics CRM – zintegrowany system do zarządzania relacjami z klientami. Umożliwia tworzenie i zachowanie obrazu relacji z klientem, począwszy od nawiązania relacji, przez proces sprzedaży, samą sprzedaż, aż po późniejszą opiekę posprzedażną i pomoc. CRM zbiera dane o klientach, na podstawie których tworzone są zaawansowane analizy, prognozuje się zachowania i rozplanowuje się strategię, która ma szansę zrealizować zmieniające się potrzeby konsumentów[1].

## Funkcjonalność
Systemy składają się z następujących modułów:
- planowanie zasobów przedsiębiorstwa (ERP)
- planowanie zapotrzebowania materiałowego (MRP)
- zarządzanie relacjami z klientami (CRM)
- zarządzanie łańcuchem dostaw (SCM)
- e-biznes (B2B).

## Rozwój
W chwili obecnej najnowsze systemy ERP takie jak Microsoft Dynamics, posiadają swoją platformę rozwoju aplikacji i logiki biznesowej. Oznacza to odejście od struktury modułowej w kierunku spójnego systemu ze zbiorem funkcjonalności. Inaczej mówiąc, system ERP to jedna całość – nie ma modułów – nie ma integracji. Jest to zbiór funkcjonalności połączonych ze sobą. Zaletą takiej struktury jest wydajność, szybkość działania, pełne współdzielenie informacji (danych) w czasie rzeczywistym. Dzięki temu najnowsze wersje systemów ERP mają również wbudowane narzędzia analityczne typu Business Intelligence – nie wymagają one dodatkowych integracji i wymiany danych.
Jest to również zgodne z procesowym podejściem do działania przedsiębiorstwa. Dział zakupów korzysta z wiedzy (informacji) z działu magazynu (kartoteki, stany magazynowe, powierzchnia magazynowa), często również z działu sprzedaży (rotacja towaru, zapotrzebowanie, zamówienia klientów) i działu produkcji (zapotrzebowanie materiałowe MRP). Dział magazynu korzysta z wiedzy działu zakupów (daty dostawy, ilości). Dział sprzedaży korzysta z wiedzy działu księgowego (rozliczenia, kredyty kupieckie, rentowność) – itd.
Microsoft przeprowadził badania z użytkownikami swoich produktów tak, aby poznać ich zachowania i potrzeby. Wynikiem badań są najnowsze wersje produktów (od wersji 2009 np. wersja NAV 2013). Charakteryzują się one wbudowanymi rolami użytkowników oraz tzw. centrum użytkownika (role center). Dzięki temu każdy użytkownik wybiera swoją rolę, a system dopasuje się do jego zakresu obowiązków. W każdym momencie można zwiększyć lub zmniejszyć ilość widzianych informacji, uprawnień, funkcjonalności. Korzyścią jest zmniejszenie kosztów szkoleń i wdrożenia.
Najnowsze wersje systemów Microsoft Dynamics ERP (np. Microsoft Dynamics 365) prezentują dalszą ewolucję rozwiązań ERP, czyli przejście w stronę chmury obliczeniowej. Dla użytkowników objawia się to m.in. zmienionym interfejsem dostosowanym do obsługi przez przeglądarki internetowe. Kolejnym krokiem jest ewolucja systemów w stronę obsługi przez urządzania dotykowe. Tutaj również z punktu widzenia użytkownika objawia się to poprzez interfejs dostosowany do dotyku.
Historia rozwoju systemów ERP z rodziny Microsoft Dynamics doprowadziła dzisiaj do momentu, kiedy kilka rozwiązań Microsoft łączy się w jedno. Takim przykładem jest Dynamics 365, w którym zostały połączone 3 produkty: Microsoft Dynamics 365 + Microsoft Office 365 + Microsoft Azure.